# Sultan Hasanuddin International Airport
Sultan Hasanuddin International Airport är en flygplats i Indonesien.   Den ligger i provinsen Sulawesi Selatan, i den centrala delen av landet, 1 400 km öster om huvudstaden Jakarta. Sultan Hasanuddin International Airport ligger 14 meter över havet.
Terrängen runt Sultan Hasanuddin International Airport är huvudsakligen platt, men åt sydost är den kuperad.Runt Sultan Hasanuddin International Airport är det ganska tätbefolkat, med 70 invånare per kvadratkilometer. Närmaste större samhälle är Makassar, 15,7 km sydväst om Sultan Hasanuddin International Airport. Omgivningarna runt Sultan Hasanuddin International Airport är en mosaik av jordbruksmark och naturlig växtlighet.